# Dimmi quando (Olly e Yanomi)
Dimmi quando è un singolo dei cantanti italiani Olly e Yanomi, pubblicato l'11 ottobre 2019 dall'etichetta Room Studio.

## Descrizione
Il brano, scritto dallo stesso Olly, è prodotto da Yanomi.

## Video musicale
Il video musicale, diretto da Guido Bregante, è stato pubblicato il 24 ottobre 2019 attraverso il canale YouTube di Olly.

## Tracce
Testi di Federico Olivieri, musiche di Federico Olivieri e Yanomi.
1. Dimmi quando – 2:38

## Formazione
Musicisti
- Federico Olivieri – voce, coro
- Eames – remix
- Giovanni Pittalluga – chitarra classica, chitarra basso

Produzione
- Yanomi – produzione
- Eames – masterizzazione, missaggio